# 貝烏哈圖夫

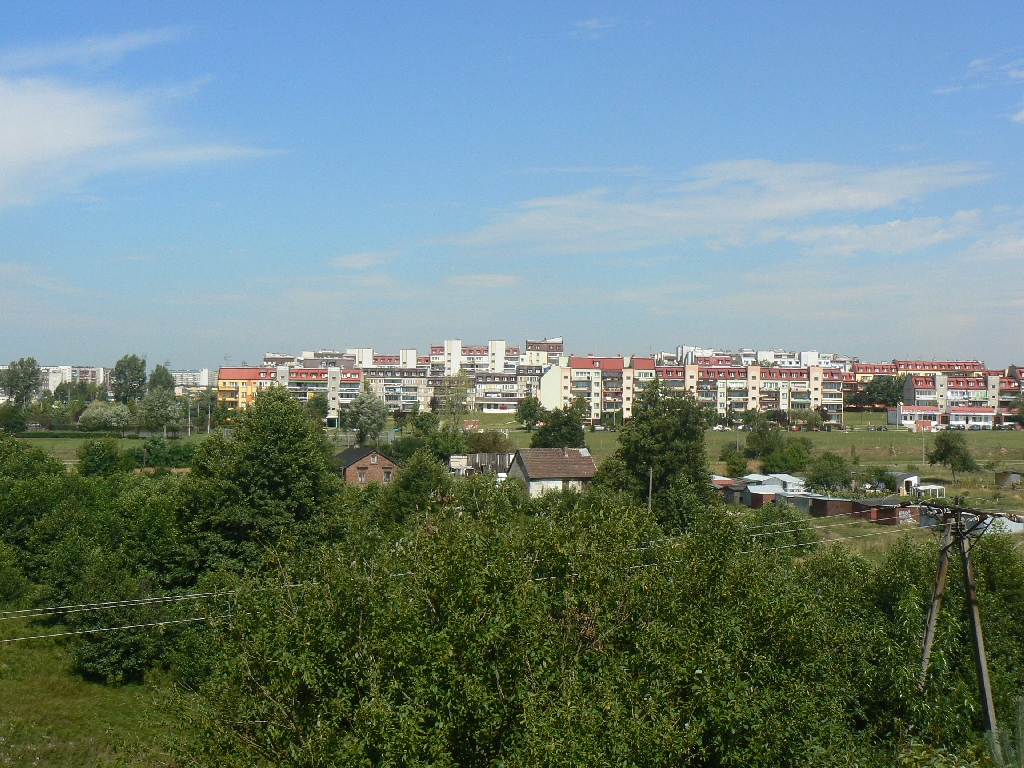

貝烏哈圖夫是波蘭的城鎮，位於羅茲省，距離羅茲45公里。始建於14世紀，面積34.64平方公里，2023年人口52,331。

## 友好城市
- 法國 欧贝让维尔 1995年
- 立陶宛陶拉格 1997年
- 俄羅斯苏维埃茨克 1998年
- 波蘭梅希萊尼采 2005年
- 匈牙利琼格拉德 2008年
- 葡萄牙阿爾科巴薩 2009年
- 乌克兰南烏克蘭斯克 2013年
- 斯洛伐克瓦赫河畔比斯特里察 2013年

## 外部連結
- Official page of the town (in Polish) （页面存档备份，存于）

51°22′N 19°23′E / 51.367°N 19.383°E